# Metallose

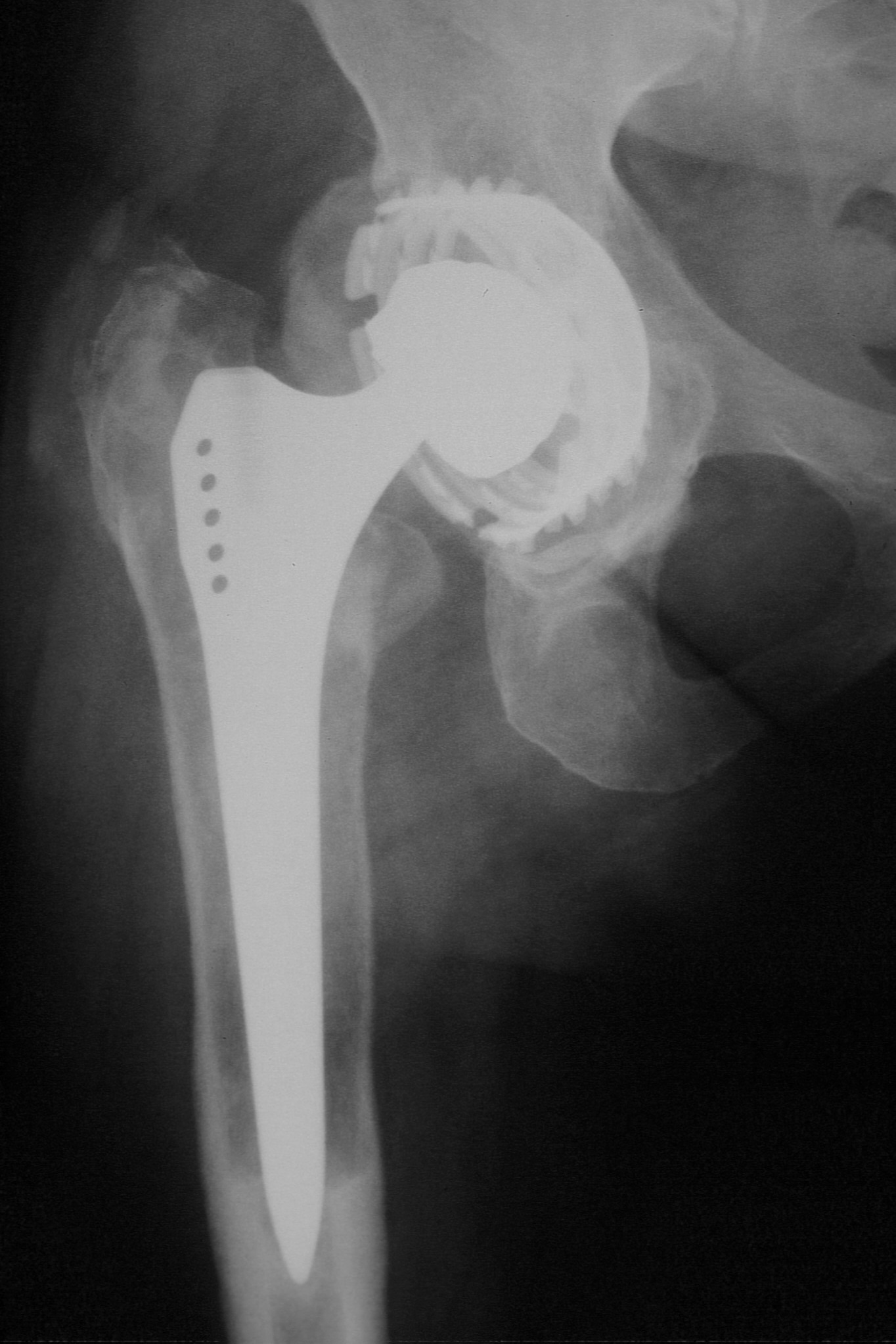
Femurosteolyse durch Metallose

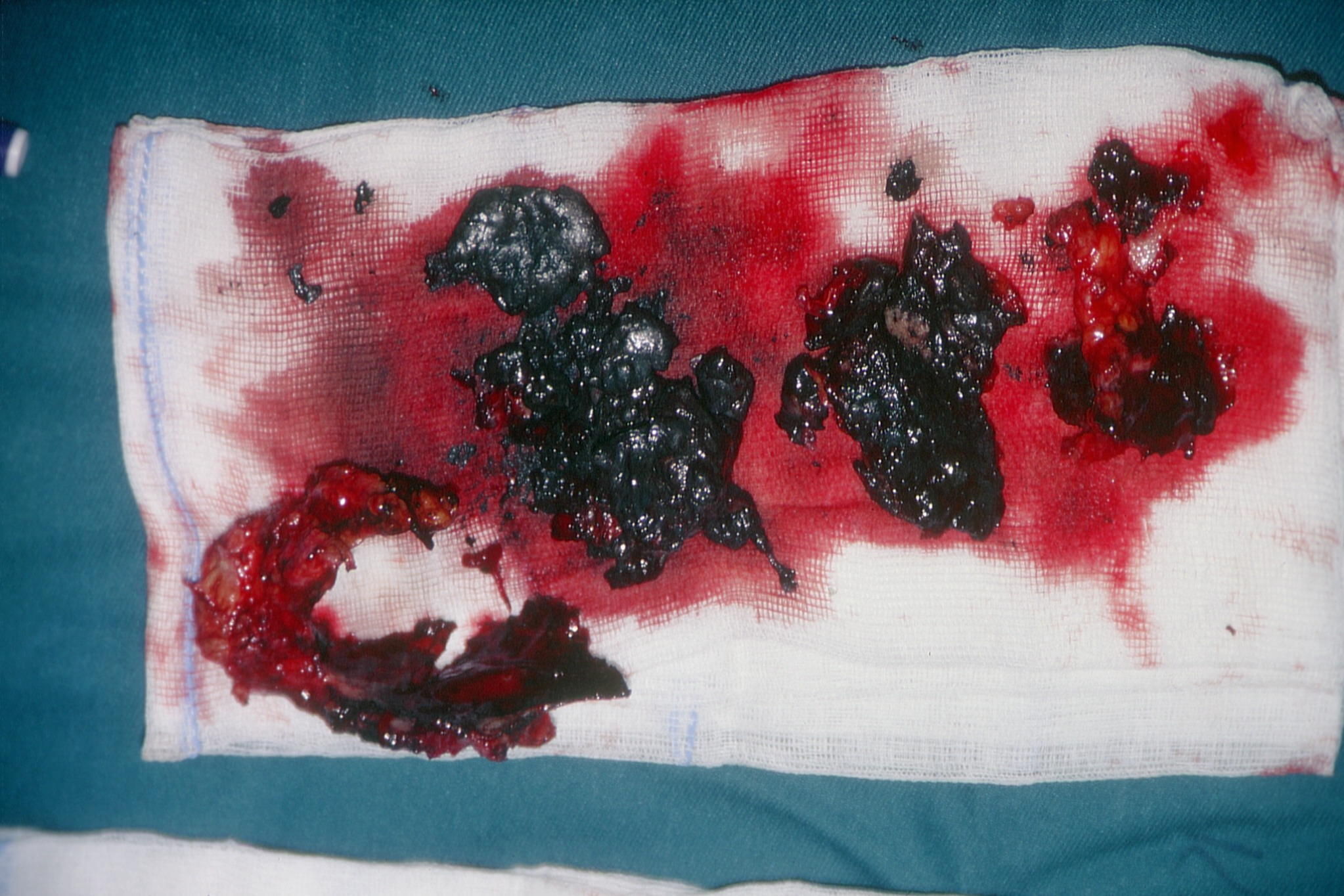
Metallotisches Gewebe aus der Gelenkumgebung

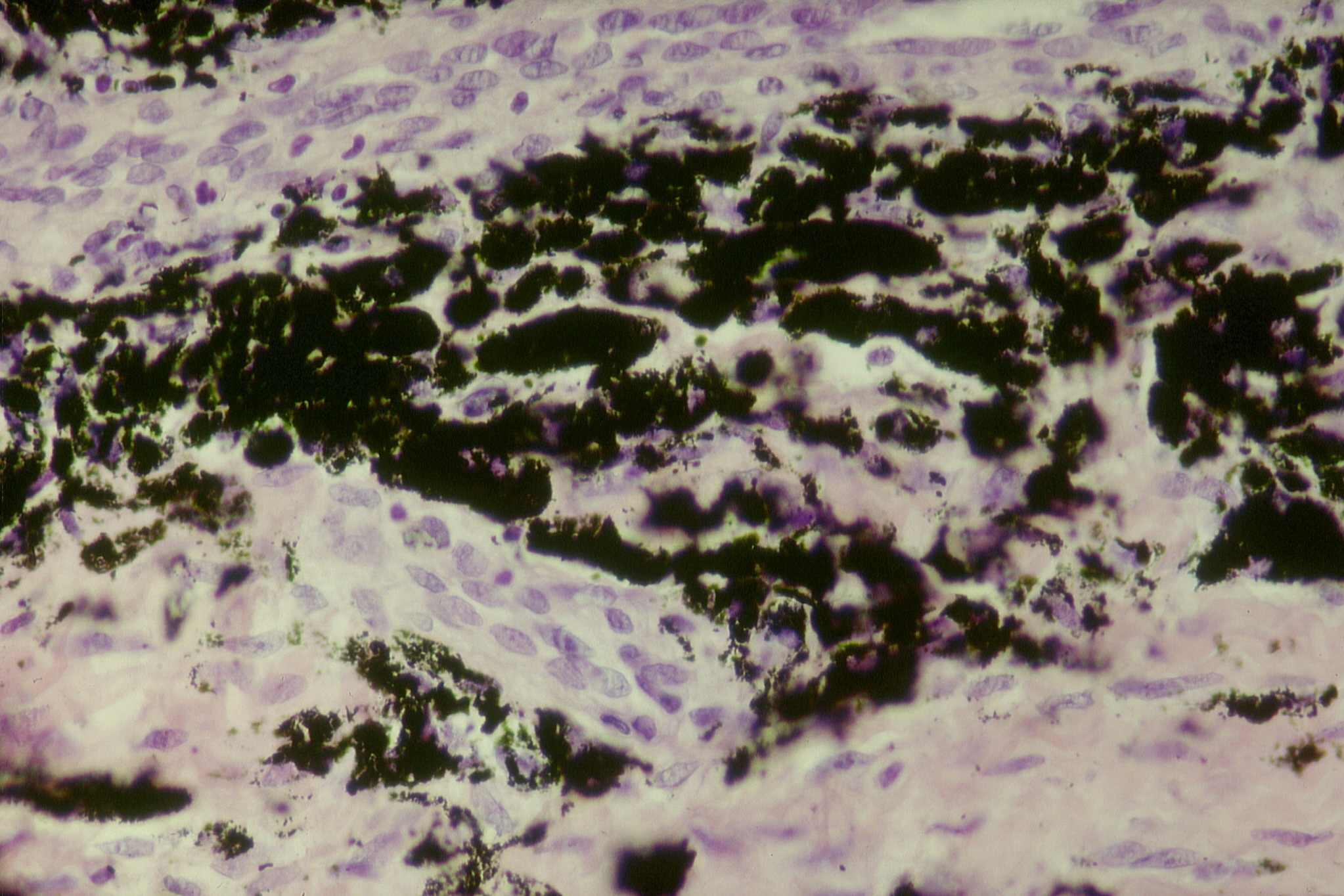
Histologischer Schnitt

Die Metallose – Metall / -ose – ist das unnatürliche Vorkommen von metallischem Abrieb im menschlichen Körper. Am weitaus häufigsten ist eine Komplikation von Endoprothesen des Hüftgelenks, wobei es prinzipiell bei allen metallischen Implantaten im Körper zu metallotischen Veränderungen kommen kann. Dieser Metallabrieb wird weder resorbiert noch ausgeschieden. Die langfristigen Folgen sind bisher unbekannt.

## Formen von Metallose

### Metallose bei der Hüftendoprothese
Die Endoprothese am Hüftgelenk gehört mittlerweile zu den Standardeingriffen in der Orthopädie. Während die modernen Implantate lange Standzeiten aufweisen, war noch in den 1970er-Jahren insbesondere die dauerhafte Verankerung von zementfreien Implantaten ein großes Problem. Durch den Abrieb aus der damals üblichen Kombination aus metallischen Prothesenkopf und der Pfanne aus Plastik (Polyethylen) kam es zu häufigen vorzeitigen aseptischen Lockerungen. Aus diesem Grund wurde von Bernhard Georg Weber die Gleitpaarung aus Metall-Kopf und Metall-Pfanneninlay eingebracht. Eine weitere Entwicklung stellte die von Heinz Wagner konzipierte Wagner-Cup, ein Oberflächenersatz des Femurkopfs, dar. Biomechanische Probleme und die kompromittierte Durchblutung des überdeckten Femurkopfs sorgten jedoch für derart hohe Komplikationsraten, dass das Implantat vom Markt genommen werden musste.
Als Wagners Kappenidee in England (ASR, McMinn) in den 1990er Jahren wieder aufgegriffen wurde, erhoffte man sich von neuen Legierungen die Lösung dieser Probleme. Tatsächlich kam es jedoch auch hier wiederum zur Ausbildung metallotischer Osteolysen, was zu einem Rückruf dieser Prothesen führte. Die Fachgesellschaften im Vereinigten Königreich und in den Niederlanden rieten vom Einbau ab und warnten vor den unabsehbaren Risiken der Metall-Metall-Paarung. In ihrer (vom BfArM erbetenen) Stellungnahme vom 22. März 2012 hielt die Deutsche Gesellschaft für Orthopädie und Orthopädische Chirurgie die „Komplikationsraten von über 40 % für nicht akzeptabel und die gesundheitlichen Auswirkungen erhöhter Schwermetallionenkonzentrationen im Blut für unsicher“. Zwischenzeitlich wurden Selbsthilfegruppen gegründet.
Hans-Georg Willert hatte das Problem schon früh erkannt und Ende der 1990er Jahre auf Anregung von Rüdiger Döhler eine Multizenterstudie mit deutschen, österreichischen und schweizerischen Kliniken aufgelegt. Die Arbeitsgruppe um Michael Morlock an der Technischen Universität Hamburg-Harburg befasst sich mit der Problematik.

### Metalle bei Implantaten aus Titan
Auch Titanimplantate können korrodieren und Weichteilschäden verursachen. Da das in der Nähe von Blutgefäßen, Nerven und Sehnen gefährlich ist, lehnen manche Unfallchirurgen Osteosynthesen mit Titanplatten trotz ihrer Vorteile ab, besonders bei Beckenfrakturen und distalen Radiusfrakturen.

## Symptomatik
Die Metallose führt erst spät zu (meist unspezifischen) Symptomen. Neben dem lokalen Befund können systemische Beschwerden auftreten. Aus diesem Grund kann im Verdachtsfall neben einer Röntgenaufnahme eine Blutuntersuchung erfolgen.

## Therapie
Bei entsprechender Symptomatik muss das Implantat Endoprothese ausgebaut werden. Hierbei wird versucht das metallotische Gewebe so weit wie möglich zu entfernen.

## Abstracts von Publikationen (2013)
- Histologie, Serologie und Tribologie (Salt Lake City). PMID 24196475
- Reaktion auf Metallabrieb (Turku). PMID 24171688
- Toxizität von TiAlV, CoCrMo und Polyethylen (Zagreb). PMID 24140394
- Cobalt in der Synovialflüssigkeit (Bologna). PMID 24134776
- Prognose von Metallabrieb (London). PMID 24115200
- Elektrochemie des Abriebs (Chicago). PMID 24099949
- Korrosion der Konus-Kopfverbindung (Baltimore, MD). PMID 24090661
- Pseudotumoren und T-Zellenaktivierung nach ASR (Uppsala). PMID 24081666
- Metallionen nach BHR (Gent). PMID 24078528
- Mangan, Eisen, Strontium (Stettin). PMID 24074650
- SPECT-CT (Tooting). PMID 24047953
- Gewebereaktion (Magdeburg / Hamburg). PMID 24005196
- Pseudotumoren nach BHR (Groningen). PMID 24005195
- Makrophagenreaktion auf Chrom (Ottawa). PMID 23997019
- Auswirkungen auf Leber, Niere, Immunsystem (Nanjing). PMID 23993737
- Konus / Kopf (Stanmore). PMID 23966288
- Symptomlose Gewebsreaktion in 31 % (Charlotte, NC). PMID 23963703
- Tantalabrieb nach Knieendoprothese. PMID 23937736
- Literaturübersicht und Bildgebung zur lymphozytären Vaskulitis (London). PMID 23932675
- Tierexperimentelle Allergisierung auf Cobalt und Chrom (Leeds). PMID 23932295
- Serial MRI (Norwich). PMID 23908416
- Allergisierung (München). PMID 23907451
- Unklarer Schmerz, Histologie, MRI (New York). PMID 23897506
- Metall im Haar (Avilés). PMID 23893786